# 你只要按下按钮，其余的都交给我们

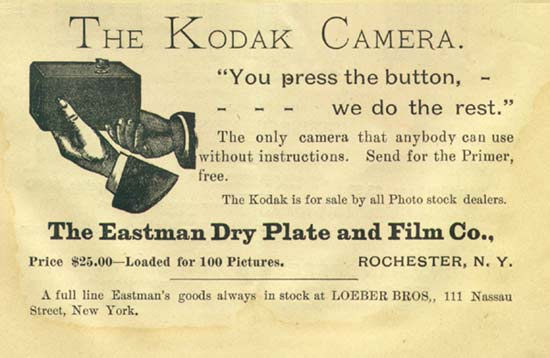
包含该标语的柯达相机广告。

“你只要按下按钮，其余的都交给我们”是柯达创始人乔治·伊士曼（George Eastman）于 1888 年创造的广告语。伊士曼坚信让世界用上摄影，让任何想要拍摄精彩照片的人都可以轻易实现。在此之前，拍照是一个复杂的过程，只有摄影师冲洗胶片才能完成。凭借他的新口号，伊士曼和柯达公司取得了巨大成功，并帮助摄影流行起来。

## 背景
伊士曼的第一台相机侦探（Detective）诞生于 1886 年。只生产了50件，销量并不好。不久之后的 1888 年，伊士曼创造了一款卓越的型号——伊士曼柯达相机，以取代销量不佳的侦探。柯达的口号是“你只要按下按钮，其余的都交给我们”。伊士曼为柯达撰写了用户手册，尽管他最初聘请了一位广告专家来完成这项工作。由于他无法理解该相机的简单性，伊士曼接管了写作并创造了这个口号。 
伊士曼的成功部分归功于他的商业头脑，这让他看到了业余摄影的潜在市场。伊士曼相信业余摄影最终会引起所有人的兴趣，为了实现这一目标，他开始将摄影的两个主要功能分开：拍照和处理。对于伊士曼来说，“剩下我们来”是千真万确的。顾客只需拍照，然后将相机发送到纽约州罗切斯特的柯达工厂即可。在工厂，胶片从相机上分离出来，切成十二个待曝光的条带，显影并剥离，与透明明胶皮压紧，然后晾干。然后将每张底片打印出来并粘贴到衬片上，然后与底片、相机和新胶卷一起寄回给客户。 

## 目标市场
伊士曼认为业余摄影吸引了两类人。第一个是“真正的业余爱好者”，他们愿意并且能够投入时间和金钱来学习摄影。他们拥有冲洗、冲印、调色等技能，并且将摄影视为一种艺术形式。第二类人只是想拍照记录日常生活，对学习如何做其余的事情不感兴趣。伊士曼认为第二类人占大多数。他决定向这两个群体推销他的产品，然而，他很快意识到第二类人可以扩展到地球上几乎每个人，并用他的“其余的都交给我们”口号来吸引该群体。

## 营销策略
1889 年，当相机准备发售时，伊士曼开始在全国性杂志和周刊上做广告，包括《哈泼斯杂志》 、 《斯克里布纳杂志》 、 《科学美国人》 、 《弗兰克·莱斯利》 、 《时代》杂志和《普克》杂志。 整版广告上附有“你只要按下按钮，其余的都交给我们”这句话。柯达相机的售价为 25 美元。 

## 结果
由于“你只要按下按钮，其余的都交给我们”营销活动，柯达相机变得非常受欢迎，伊士曼和他的柯达公司彻底改变了美国和世界的摄影业。得益于这款相机的广告收入，柯达能够多年来在竞争中占据主导地位并在摄影创新领域处于领先地位。 

## 相关资料
- 卡尔·W·阿克曼、乔治·伊士曼，新泽西州克利夫顿：奥古斯都·M·凯利，1973 年。
- 伊丽莎白·布雷耶、乔治·伊士曼：传记，巴尔的摩：约翰·霍普金斯大学出版社，1996 年。
- Jenkins, Reese, V.， 《图像与企业：1839 年至 1925 年的技术与美国摄影工业》 ，巴尔的摩：约翰·霍普金斯大学出版社，1975 年，
- 沃特金斯，朱利安·刘易斯， 《100 个最伟大的广告：谁写的，他们做了什么》，纽约：多佛出版社，1959 年。